# Arrigo Coen
Arrigo Coen Anitúa (Pavía, Italia, 10 de mayo de 1913 - Ciudad de México, 12 de enero de 2007), conocido como Don Arrigo, fue un lingüista y periodista mexicano de origen italiano.

## Biografía
Hijo de la cantante duranguense Fanny Anitúa, desde 1921 vivió en México y en 1940 se naturalizó mexicano. Autodidacta en el estudio de la lengua española, Coen llegó a ser considerado un especialista en lingüística. Gran conocedor de la teoría de la comunicación, especialmente en el ámbito de la publicidad, Coen fue profesor en distintas instituciones como la hoy desaparecida Escuela Técnica de Publicidad; de la decana de las asociaciones de publicidad en México: la Asociación Nacional de la Publicidad (A.N.P.), escuela de la que fue catedrático fundador; el Instituto Politécnico Nacional (IPN) entre varias más, impartiendo las materias de publicidad, comunicación, mercadotecnia, lingüística y redacción entre otras. Fue colaborador y asesor en distintas ocasiones durante eventos de connotados publicistas y empresarios mexicanos como José Antonio de la Vega Acuña, Eulalio Ferrer Rodríguez, Francisco Ibarra López (propietario del grupo radiofónico mexicano Grupo ACIR), Jean Domette Nicolesco (presidente de la Academia Mexicana de la Comunicación A.C.) y muchos más de distintas generaciones para quienes Coen representó un maestro.

## Carrera profesional
Participó muchos años como panelista del programa televisivo Sopa de Letras de Jorge Saldaña, primero en Canal 13 y luego en Imevision.
Fue consultor en la Asamblea Legislativa del Distrito Federal en asuntos relacionados con el correcto uso del idioma. Colaboró en el programa radiofónico de los sábados Monitor, en el que participaba en la sección Red-ención de significados, en alusión al nombre anterior de la cadena radiofónica, Radio Red. Su última participación en el programa fue el 6 de enero de 2007. 
Fue profesor de Lingüística de la Sociedad General de Escritores de México. (SOGEM)

## Homenajes
En el año 2006 recibió dos homenajes. Uno por parte del Grupo Monitor, y el otro por parte de la Escuela Técnica de Publicidad, de donde fue profesor, gracias a la Fraternidad de exalumnos.

## Obras
Además de numerosos artículos periodísticos, escribió:
- El lenguaje que usted habla (1948)
- Para saber lo que se dice I (1986)  ISBN 968-450-054-8
- Para saber lo que se dice II (1987) ISBN 968-6579-06-0